# Gonystylus stenosepalus
Gonystylus stenosepalus är en tibastväxtart som beskrevs av Airy Shaw. Gonystylus stenosepalus ingår i släktet Gonystylus och familjen tibastväxter. Inga underarter finns listade i Catalogue of Life.